# آنگون
آنگون سیپتا ساسمی (اندونزیایی: Anggun Cipta Sasmi؛ زاده ۲۹ آوریل ۱۹۷۴، در جاکارتا، اندونزی) خواننده-ترانه‌سرای اندونزیایی‌تبار فرانسوی است. او تاکنون ۱۲ آلبوم استودیویی (به زبان‌های اندونزیایی، انگلیسی و فرانسوی) و یک آلبوم برای فیلم (قلب‌های گشوده) عرضه کرده‌است.
آنگون حرفه موسیقی را از کودکی آغاز کرد و در ۱۲ سالگی به موفقیت مالی رسید. او در ۲۰ سالگی به اروپا مهاجرت کرد و اکنون در پاریس، فرانسه زندگی می‌کند. معروفترین آلبوم او «برف بر روی صحرا» نام دارد که در ۳۳ کشور دنیا از جمله آمریکا، منتشر شده‌است.
او در مسابقه آواز یوروویژن ۲۰۱۲ نماینده فرانسه بود.

## یوروویژن ۲۰۱۲

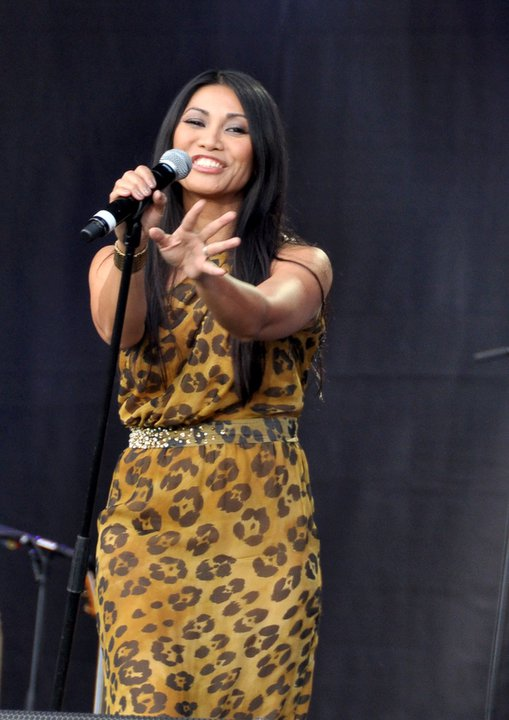

آنگون با ترانه "اکو (من و تو)" نماینده‌ی کشور فرانسه در یوروویژن ۲۰۱۲-باکو بود.